# 绝对理论
绝对理论（或绝对主义）（英語：Absolute theory），在哲学中，通常指独立于其他概念和物体而存在的（譬如空间概念）的理论。此理论最初是由艾萨克·牛顿在物理学中倡导。它与关系理论和康德理论一样，是传统的空间理论之一。

## 理论
绝对理论认为，空间是一个独立存在的同质结构，且独立于其他事物。牛顿在这一理论的论点，尤其是有关空间和时间的本体论地位的论点，已经通过绝对空间及绝对时空的概念与上帝的存在相联系。有人提出，宇宙的范围是有限的，是通过时间而产生的。此外，空间存在于占据它的身体或物质之前，宇宙作为一种有限的物质只是位于其中。
除了牛顿之外，此理论还被他的追随者在17与18世纪推广，如塞缪尔·克拉克和罗格·库茨。

## 相关理论
绝对理论与关系理论是相反的概念。关系理论的主要支持者戈特弗里德·威廉·莱布尼茨认为，不存在绝对的空间和时间。他认为，空间并不是独立的，亦不是占据空间物质的容器。他解释说，物理对象或力量在空间上是有序的，空间只是一个关系系统。根据关系理论，没有物体就没有空间。
马丁·海德格尔的空间理论也是反对绝对理论的。他批评称，绝对理论是建立在主体和客体分离的形而上学二分法之上的，这种性质亦使绝对理论无法解释空间的本质。